# Pygopus nigriceps
Espèce
Synonymes
- Cryptodelma nigriceps Fischer, 1882
- Delma bailey Günther, 1897
- Pygopus baileyi (Günther, 1897)

Pygopus nigriceps est une espèce de geckos de la famille des Pygopodidae.

## Répartition
Ce lézard est endémique de l'Australie. Elle se rencontre dans tout le territoire à l'exception de la Tasmanie.

## Publication originale
- Fischer, 1882 : Herpetologische Bemerkungen. I. Bemerkungen über einzelne Stücke der Schlangensammlung des kön. Zoologischen Museums in Dresden. . II. Neue Eidechen aus Australien und Polynesien. Archiv für Naturgeschichte, vol. 48, p. 281-302 (texte intégral).